# Neukirchen/Erzgeb.
Neukirchen/Erzgeb. (Neukirchen/Erzgebirge) település Németországban, azon belül Szászország tartományban. Lakosainak száma 6904 fő (2023. december 31.).

## Népesség
A település népességének változása:
| Lakosok száma | 6735 | 6808 | 6858 | 7018 | 6967 | 6925 | 6904 |
|               | 2014 | 2017 | 2019 | 2020 | 2021 | 2022 | 2023 |